# 서의호

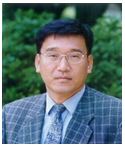
POSTECH 서의호 교수

서의호는 POSTECH(포항공과대학교) 산업경영공학과 명예교수이다.  POSTECH 교수로 28년(1989-2017)을 재직하였다.  이후 DGIST VP for Strategy & Excellence (2017-2019)를 거쳐  AJOU Univ VP & Dean of School of Business, 대학경쟁력을 연구하는 AIUC (Ajou Institute of University Competitiveness)의 Director로 재직하였다 (2019-2024) .  또한  SolBridge International School of Business의 Special Advisor for Quality Assurance를 역임했다.  현재는 aSSIST대학원  VP & Chair Professor 로 재직하면서 이화여대 경영대학원 초빙교수  를 겸하고 있다 (2024- 현재) 

## 생애
서의호는 1952년 출생하여 경기고등학교를 졸업하고 서울대학교에서 학사, 한국과학기술원(현 카이스트)에서 석사학위를 받은 후 1977년 현대건설에 입사하였고 1979년 숭실대학교 산업공학과 교수로 재직 하였다.. 이후 1980년 그는 미국으로 유학을 떠나 스탠퍼드 대학교에서 석사학위를 마친 뒤 1986년 일리노이 대학교 어바나-샴페인 경영정보시스템/경영과학으로 경영학 박사학위를 받았다. 미국에서 Tennessee Tech 및 Oklahoma State University 조교수를 역임하였고 1989년 귀국하여 포항공대(POSTECH) 산업경영공학과 교수로  2017년 정년 퇴임시까지 28년을 재직하였다. 
그는 1990년대 <환동해연구회>를 창설하여 일본, 러시아, 중국 등과 동해안 발전을 위한 연구를 연구회장으로서 주도하였으며 이 당시 활동하던 멤버는 정갑영 연세대학교 전 총장, 송종국 STEPI 전 원장, 허운나 전 ICU 총장 등이다. 환동해연구회는 한국이 세계적인 위상을 정립하는 데 동해의 중요성을 강조하는 연구를 하였다.  지역발전과 관련하여 포항 MBC-TV 시사토론의 사회자로 활약하였고 경북매일 신문의 고정 칼럼니스트로 매주 <서의호 칼럼>을 연재 하고 있다. .
대학 내에서는 초기 최고경영자과정(PAMTIP)을 창설 10년간 주임교수를 지냈으며, 홍보위원장을 역임,  SuperTech, Greater Postech 등을 창설하여 포스텍의 세계화와 이를 통한 Global Korea, Virtual Korea를 주도하였다.. . 대학평가와 관련하여서는 THE Platform Group 멤버로 대학평가지표 개발을 THE (Times Higher Education)와 함께 연구하였고, 포스텍이 세계 랭킹 28위 (2010)에 오르면서 한국의 대학이 올바르게 평가 받는데 기여하였다.  포스텍은 2012년 역사 50년 이하 대학에서 세계1위를 차지한 바 있다.  이러한 기여도를 인정받아 2012년 <자랑스러운 포스테키언상> 특별공로상을 받았다. 그는 2009년 백성기총장 대외협력 특보로 재직 시 <Bilingual Campus>를 주도하여 포스텍의 영어강의를 보편화 학고 캠퍼스를 국제화 하는데 기여하였다.
포스텍 국제화위원장, UEMC(경쟁력및  평가)위원장을 역임하였다.  이 경험을 바탕으로 2014년 URFK(대학랭킹포럼)을 창설하여 매년 2회 포럼을 각 대학을 순회하며 개최하고 있고 THE, QS등 주요 세계대학평가 기관의 주요 강연자로 활약하며 국내외 대학들의 강연과 자문을 하고 있다.  특히 독일, 중국, 일본, 말레이시아, 브르나이 등 해외 대학의 평가자문도 하고 있다.   그는 2017년 포스텍 정년퇴임후 이후 DGIST VP for Strategy & Excellence (2017-2019)를 거쳐  AJOU Univ VP & Dean of School of Business, 대학경쟁력을 연구하는 AIUC (Ajou Institute of University Competitiveness)의 Director로 재직하였다 (2019-2024) . 또한  SolBridge International School of Business의 Special Advisor for Quality Assurance를 역임했다.  현재는 aSSIST대학원  VP & Chair Professor 로 재직하면서 이화여대 경영대학원 초빙교수  를 겸하고 있다 (2024- 현재) .
그는 한국 테니스 발전에 기여하였고, 1990년대 대한테니스협회 이사, 국제심판, TV 해설자 등으로 활약하였으며 1998년 <STA 테니스 아카데미>를 창설하여 국가대표 선수들을 육성하였고 이는 국내 최초의 테니스 아카데미로 평가받고 있다.  2002년 Daum 카페에 국내 최대의 단식테니스매니아를 창설 현재 회원이 2만여명에 이르는 국내 최대의 단식테니스단체로 성장하였다.  현재 저널 테니스피플 기술위원으로 테니스 발전에 기여하고 있다.

## 학력
- 일리노이 대학교 어바나-샴페인 경영학박사, 1987
- 스탠퍼드대학교 공학석사, 1982
- 한국과학기술원 공학석사, 1977
- 서울대학교 공학사, 1975
- 경기고등학교 1971

## 약력
- VP & Chair Professor, aSSIST University (2024-Present)
- Adjunct Professor , School of Business,  Ewha Womans University  (2024- Present)
- Special Advisor for Quality Assurance , SolBridge International School of Business (2023-2024)
- Director, AIUC (Ajou Institute of University Competitiveness) (2021~2024  )
- AJOU Univ VP & Dean of School of Business (2019~ 2021 )
- Chair, UEMC (University Excellence Management Committee) ,  Ajou U (2019-2024)
- DGIST VP for Strategy & Excellence (2017~2019)
- President, URFK (University Ranking Forum of Korea)  (2014~Present  )
- 경북매일 독자위원장및 칼럼니스트 (2011~Present  )
- THE Platform/Korea Consultancy  (2009~ Present  )
- 경상북도 교육청 지방교육 재정계획 심의 위원회 의원(2011~2015)[2]
- 한국철도기술연구원 기술전문위원(2011.9~2015)
- (주)펜타시스템 자문교수(2010.2~2012.2)
- POSTECH 대학평가위원회위원장(2009~2017)
- POSTECH 대외협력총장특별보좌관(2009~2010)
- POSTECH 국제화 위원장(2007~2011)
- 경상북도 도의회 자문교수(2006~2015)
- KMIS 경영정보학회지 편집장 (2005-2006)
- 한국 경영과학회 부회장 (2002-2003)
- 포스코 e-리더 아카데미 주임교수(2001~2002)
- 한국경영정보학회(KMIS) 부회장(1997~1998)
- POSTECH 최고경영자과정 주임교수(1994~2005)
- POSTECH 산업경영공학과 부교수, 정교수(1993~2017)
- POSTECH 환동해 연구회 회장(1991~1999)
- POSTECH 산업공학과 조교수(1989~1993)
- 오클라호마주립대학교 경영학과 조교수(1987~1989)
- 테네시텍대학교 경영학과 조교수(1986~1987)
- 일리노이 어바나-샴페인 대학교 연구조교 및 강사(1982~1986)
- 스탠포드대학교 (Stanford University) 연구조교(1980~1982)
- 숭실대학교 산업공학과 전임강사(1979~1980)
- 현대건설 기획실 대리(1977~1979)

## 학술 활동
- The International Scholarly Research Network (ISRN) Communications and Networking 편집위원(2010~2014)[12]
- 기술경영경제학회 자문위원(2010.2~현재)[13]
- 한국경영정보학회지 편집위원장(2005~2007)
- 한국경영과학회 부회장(2002~2003)[14]
- 한국경영정보학회 부회장(1997~1998)[15]
- 해외 저널 논문: 40 여편[2] 해외 저널 출판및 100여편의 해외학회 발표
- 포스텍 POSMIT Lab (http://posmit.postech.ac.kr)[깨진 링크(과거 내용 찾기)]  을 통해 석박사 89명 배출

## 주요 연구 분야
정보시스템 분야(Information Systems)
- 경영정보시스템(MIS: Management Information Systems)
- 전략정보시스템(SIS: Strategic Information Systems)
- 지식경영(KM: Knowledge Management)
- 중역정보시스템(EIS: Executive Information Systems)
- 의사결정지원시스템(DSS: Decision Support Systems)
- 경영혁신 관련(Management Innovation Techniques)

Ubiquitos Computing, SCM, CRM, BPR, ERP, etc
기술경영 분야(Technology Management)
- 전략적 기술경영(Strategic Management of Technology)
- 기술혁신 및 이전(Technology Innovation and Transfer)
- R&D 관리 및 성과분석(R&D Management and Performance Analysis)

## 수상내역
- 자랑스러운 포스테키안상 특별공로상 수상, 2012[16]
- 경영정보학 & Conf-IRM 국제학술대회 우수논문상, 2011[17]
- 대한산업공학회 추계학술대회 산학협력프로젝트 경진대회 금상, 2011[18]
- 한국경영정보학회 응용부문 최우수 논문상, 2009[19]
- 한국경영과학회 추계학술대회 및 정기총회 감사패, 2004[20]
- 한국경영과학회 논문상, 1996[20]
- 대한산업공학회/한국경영정보학회 춘계공동학술대회 논문상, 1990[20]

## 출판
- 서의호, <일등대학 꼴등대학>
- 서의호, <e-전략정보시스템 개정판>, 홍릉과학출판사, 2010.02.[21]
- 서의호, <e-전략정보시스템>, 홍릉과학출판사, 2007.02.[22]
- 서의호, 김인수, 김영배, <기술변화와 혁신전략>, 경문사, 1997.10.
- 서의호, 박흥국, <중역정보시스템>, 명진 출판사, 1994.06.
- 서의호, <중역정보시스템의 첫걸음>, 하이테크정보, 1993.06.